# Sant Gervasi d'Aunhac
Saint-Gervazy és un municipi francès situat al departament del Puèi Domat i a la regió d'Alvèrnia-Roine-Alps. L'any 2007 tenia 295 habitants.

## Demografia

### Població
El 2007 la població de fet de Saint-Gervazy era de 295 persones. Hi havia 110 famílies de les quals 36 eren unipersonals (12 homes vivint sols i 24 dones vivint soles), 35 parelles sense fills, 35 parelles amb fills i 4 famílies monoparentals amb fills.
La població ha evolucionat segons el següent gràfic:
Habitants censats

### Habitatges
El 2007 hi havia 161 habitatges, 107 eren l'habitatge principal de la família, 41 eren segones residències i 13 estaven desocupats. 158 eren cases i 3 eren apartaments. Dels 107 habitatges principals, 89 estaven ocupats pels seus propietaris, 15 estaven llogats i ocupats pels llogaters i 3 estaven cedits a títol gratuït; 8 tenien dues cambres, 14 en tenien tres, 26 en tenien quatre i 60 en tenien cinc o més. 89 habitatges disposaven pel capbaix d'una plaça de pàrquing. A 47 habitatges hi havia un automòbil i a 50 n'hi havia dos o més.

### Piràmide de població
La piràmide de població per edats i sexe el 2009 era:
| Homes | Edats   | Dones |
| ----- | ------- | ----- |
| 0     | 95 o +  | 0     |
| 0     | 90 a 94 | 4     |
| 8     | 85 a 89 | 12    |
| 0     | 80 a 84 | 0     |
| 0     | 75 a 79 | 8     |
| 0     | 70 a 74 | 8     |
| 0     | 65 a 69 | 0     |
| 20    | 60 a 64 | 8     |
| 8     | 55 a 59 | 12    |
| 20    | 50 a 54 | 20    |
| 4     | 45 a 49 | 8     |
| 20    | 40 a 44 | 4     |
| 12    | 35 a 39 | 12    |
| 16    | 30 a 34 | 0     |
| 4     | 25 a 29 | 4     |
| 4     | 20 a 24 | 4     |
| 0     | 15 a 19 | 4     |
| 0     | 10 a 14 | 12    |
| 8     | 5 a 9   | 4     |
| 8     | 0 a 4   | 4     |

## Economia
El 2007 la població en edat de treballar era de 195 persones, 113 eren actives i 82 eren inactives. De les 113 persones actives 104 estaven ocupades (61 homes i 43 dones) i 9 estaven aturades (7 homes i 2 dones). De les 82 persones inactives 18 estaven jubilades, 9 estaven estudiant i 55 estaven classificades com a «altres inactius».

### Ingressos
El 2009 a Saint-Gervazy hi havia 106 unitats fiscals que integraven 249,5 persones, la mediana anual d'ingressos fiscals per persona era de 16.039 €.

### Activitats econòmiques
Dels 5 establiments que hi havia el 2007, 1 era d'una empresa extractiva, 2 d'empreses d'hostatgeria i restauració, 1 d'una empresa immobiliària i 1 d'una entitat de l'administració pública.
L'únic servei als particulars que hi havia el 2009 era un restaurant.
L'any 2000 a Saint-Gervazy hi havia 17 explotacions agrícoles que ocupaven un total de 1.010 hectàrees.

## Poblacions més properes
El següent diagrama mostra les poblacions més properes.